# Kreis Guben
Der Kreis Guben (niedersorbisch Wokrejs Gubin) war ein Kreis im Bezirk Cottbus in der DDR. Von 1990 bis 1993 bestand er als Landkreis Guben im Land Brandenburg fort. Sein Gebiet liegt heute im Landkreis Spree-Neiße in Brandenburg. Der Sitz der Kreisverwaltung befand sich in Guben.

## Geographie

### Nachbarkreise
Der Kreis Guben grenzte gegen den Uhrzeigersinn im Norden beginnend an die Kreise Fürstenberg (bis 1961) bzw. Eisenhüttenstadt-Land (ab 1961), Beeskow, Cottbus-Land und Forst. Im Osten grenzte er an Polen.

## Geschichte
Im Frühjahr 1945 wurde das Gebiet des Landkreises Guben durch die Rote Armee besetzt. Durch die Oder-Neiße-Grenze wurde der Landkreis Guben geteilt. Es verblieb das westlich von Oder und Neiße gelegene Gebiet mit 50 Landgemeinden und einer Stadtgemeinde (Fürstenberg) sowie 35.192 Einwohnern.
Fünf Jahre später, am 1. Juli 1950, wurde der Landkreis Guben aufgelöst. Das nördliche Kreisgebiet (33 Gemeinden) wurde danach in den Kreis Frankfurt (Oder), das südliche Kreisgebiet (15 Gemeinden sowie die kreisfreie Stadt Guben) in den Landkreis Cottbus eingegliedert. Die Neugründung des nunmehr Kreis Guben genannten Landkreises erfolgte im Zusammenhang mit der Verwaltungsreform der DDR am 25. Juli 1952. Der neue Kreis umfasste die Dörfer, die bis 1950 zum Landkreis gehörten und westlich sowie südlich der Stadt lagen, drei Dörfer aus dem alten Kreis Lübben (Staakow, Pinnow, Reicherskreuz) und vier aus dem alten Landkreis Cottbus (Tauer, Schönhöhe, Drewitz, Jänschwalde). Die Orte Groß-Breesen, Reichenbach und Kaltenborn wurden nach Guben eingemeindet. Dieser neugebildete Kreis umfasste 381 Quadratkilometer, 25 Landgemeinden und die Stadt Guben mit 44.600 Einwohnern (1983).
Am 17. Mai 1990 wurde der Name des Kreises in Landkreis Guben geändert. Am 6. Dezember 1993 entstand im Zuge der Kreisreform in Brandenburg der neugebildete Landkreis Spree-Neiße aus den ehemaligen Landkreisen Cottbus, Guben, Forst und Spremberg. Diese Kreisreform wurde gegen den Willen der Stadt Eisenhüttenstadt und der Kreistage von Eisenhüttenstadt und Guben, die den alten Landkreis Guben (bis 1950) in einem neuen Oder-Neiße-Kreis wiederherstellen wollten, durchgesetzt.

## Kreisangehörige Städte und Gemeinden
Aufgeführt sind alle Orte, die am 25. Juli 1952 bei Einrichtung des Kreises Guben eigenständige Gemeinden waren. Eingerückt sind Gemeinden, die bis zum 5. Dezember 1993 ihre Eigenständigkeit verloren und in größere Nachbargemeinden eingegliedert wurden, oder die sich zu neuen Gemeinden zusammengeschlossen haben.
- Atterwasch
- Bärenklau
- Bresinchen
- Deulowitz
- Drewitz
- Grabko
- Grano
- Grießen
- Groß Drewitz (mit Ortsteil Schieben)
- Groß Gastrose (seit 1950 mit Ortsteil Klein Gastrose, seit 1. Februar 1974 mit Ortsteil Taubendorf)
- Guben (seit 1950 mit den Ortsteilen Groß Breesen, Kaltenborn und Reichenbach), Kreisstadt
- Horno
- Jänschwalde
- Kerkwitz
- Krayne
- Lauschütz
- Lübbinchen
- Pinnow
- Reicherskreuz
- Schenkendöbern (mit Ortsteil Wilschwitz)
- Schlagsdorf
- Schönhöhe
- Sembten
- Staakow
  - Taubendorf (wurde am 1. Februar 1974 nach Groß Gastrose eingemeindet)
- Tauer

## Kfz-Kennzeichen
Den Kraftfahrzeugen (mit Ausnahme der Motorräder) und Anhängern wurden von etwa 1974 bis Ende 1990 dreibuchstabige Unterscheidungszeichen, die mit dem Buchstabenpaar ZH begannen, zugewiesen. Die letzte für Motorräder genutzte Kennzeichenserie war ZP 63-81 bis ZP 73-80.
Anfang 1991 erhielt der Landkreis das Unterscheidungszeichen GUB. Es wurde bis Ende 1993 ausgegeben. Seit dem 19. März 2013 ist es im Landkreis Spree-Neiße erhältlich.